# Ferrari Berlinetta Boxer
Berlinetta Boxer — серия среднемоторных спортивных автомобилей с оппозитными двенадцатицилиндровыми двигателями, выпускавшихся компанией Ferrari c 1973 по 1984 год.

## 365 GT4 BB
Первый «боксёр» был представлен на Туринском автосалоне в 1971 году.
Модель имела двухдверный двухместный кузов типа купе с задним расположение мотора.
Двигатель, хоть и имел внутреннюю структуру, схожую с моделью 365 GTB, был новым. Это был 12-цилиндровый оппозитный мотор типа «Boxer».
Диаметр цилиндра 81 мм, ход поршня 71 мм, рабочий объём 4390 см3.
Система питания карбюраторная. Степень сжатия 8,8:1, мощность 344 л. с. при 7200 об/мин (у 365-й было ~350 л. с. при 7500 об/мин), а крутящий момент составлял 409 Н·м при 3900 об/мин.
Максимальная скорость машины была 303 км/ч, а до 100 км/ч она разгонялась за 5,4 секунды.

## 512 BB
На модели 512 BB, представленной в 1976 году, стоял мотор с увеличенным до 4942 см3 рабочим объёмом (диаметр цилиндра 82 мм, ход поршня 78 мм).
Степень сжатия была увеличена до 9,2:1, мощность 360 л. с. при 7000 об/мин. Крутящий момент составлял 451 Н·м при 4600 об/мин.
Система питания осталась карбюраторной, с 4 Weber 40 IF3C.

## 512i BB
На модели 512i BB, представленной в 1981 году, карбюраторы заменил впрыск Bosch K-Jetronic.
Мощность мотора снизилась до 340 л. с. при 6000 об/мин (Хотя по некоторым, неточным данным, она была как и у карбюраторной BB — 360 л. с.). Крутящий момент остался прежним — 451 Н·м, но пик приходился теперь на чуть меньшие обороты — 4200 об/мин.